# ۳۰ ربیع‌الاول
۳۰ ربیع‌الاول، سی‌امین روز از ماه ربیع‌الاول در تقویم هجری قمری است.
در تقویم هجری قمری قراردادی این روز هشتاد و نهمین روز سال است.

## وقایع
به دنیا آمدگان==